# Лотарево
Лотарёво — утраченная усадьба князя Леонида Дмитриевича Вяземского на берегу реки Байгора напротив села Падворки, в 2-х километрах от посёлка Коробовка, ныне Грязинского района Липецкой области. До Октябрьской революции 1917 года имение считалось образцовым в хозяйственном отношении.
Лотарёво получило название в честь своего владельца — полковника Павла Михайловича Лотарёва, в 1788—1794 гг. замещавшего должность тамбовского губернского предводителя дворянства. Его дочь и наследница Прасковья вышла замуж за владимирского помещика Егора Александровича Вяземского (1762—1821).
Внук этой четы, князь Леонид Дмитриевич, в 1870-е гг. организовал на всех землях своего имения рациональное землепользование и обсадил все границы полей в имении лесополосами. Сделано это было задолго до знаменитых опытов профессора В. В. Докучаева в Каменной степи Воронежской губернии.

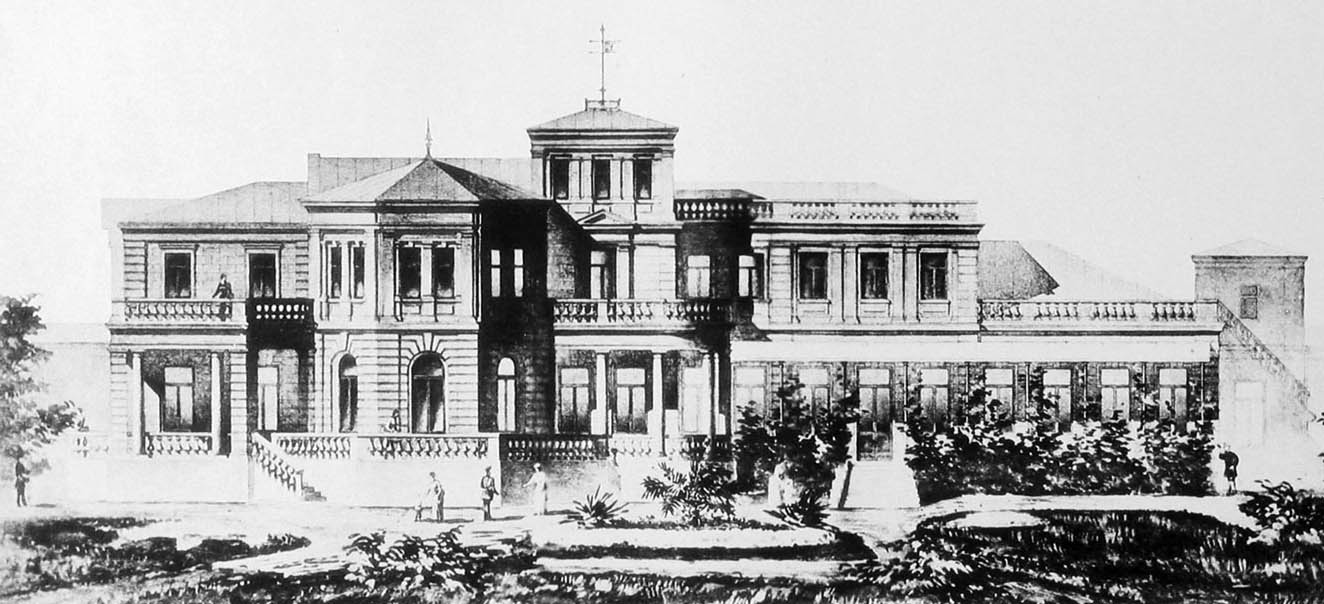

Усадебный дом Вяземских был возведён по проекту П. С. Бойцова. Здесь провела детские годы известная мемуаристка Лидия Вяземская. В 1904 году в Коробовке Л. Д. Вяземский построил большую больницу (передал в дар Усманскому уездному земству), ранее — церковь и две школы, действовал летний пансионат для бедных детей окрестных жителей.
Князь Борис Леонидович Вяземский продолжил традиции своего отца по природоохранительному землепользованию всеми угодьями имения. В усадьбе была построена электростанция, от которой горели 500 лампочек, работали насосы для подачи поливной воды из реки Байгора, освещалась больница; на самой реке он построил плотину с водоспуском, парк имения окружил красивой оградой.
За парком была деревня Дебри с деревянными домами, которые после одного пожара почти все сгорели. Л. Д. Вяземский — бесплатно для крестьян — отстроил дома вновь, но уже из красного кирпича и под железом. Многие дома сохранились до сих пор. В 1915 году в Коробовке Б. Л. Вяземский строит большую школу.
Все накопленные в имении ценности в 1917 году были полностью разграблены местными жителями, а за годы советской власти были уничтожены и все усадебные постройки. В самой Коробовке сохранилась в полуразрушенном виде и ныне восстанавливается церковь Дмитрия Солунского (1884, арх. М. Е. Месмахер) с приделом Святой Лидии, служившим склепом семейства князя Леонида Вяземского.